# Стана Аврамовић Караминга
Стана Аврамовић Караминга (1897 — 1969) била је српска певачица и ауторка традиционалне музике.

## Биографија
Стана је од заборава сачувала бројне старе врањске песме које су касније постале надалеко чувене, а неке је и сама испевала. Била је виђена угледна певачица и играорка, тиме је постала узор многим познатим певачима, играчима КУД-a “Севдах“ и бројним музичким стручњацима.
Рођена је 1897. године као најмлађа ђерка Томе и Магде, која је била родом из села Купининце надомак Врања. До удаје, Стана Караминга је живела, у врањском насељу Оџинка са родитељима и сестрама: Даринком, касније чувеном баба Диком, Ванком и Васком.
Стана Караминга је била удата за Воју Аврамовића, из чувене врањске породице Аврамци. Воја је по занимању био возач који је имао своју механичарску радњу у Београдској улици, преко пута куће у којој су становали.
Стана Аврамовић Караминга деценијама је чувала, неговала и преносила млађим генерацијама изворну врањску песму. Неке песме је и сама спевала, али је из само њој знаних разлога, дуго крила да је њихов аутор. Можда њена жеља да буде анонимна када су ауторске песме у питању лежи управо у чињеници да их је спевала према истинитим личностима и догађајима.
Врањска песма “Димитријо, сине Митре“ једна је од песама која је настала по стварним догађајима, из трагичне животне судбине. А прича о томе како је настала ова песма коју је Стана Аврамовић Караминга испевала још 1919. године, посебно је драматична.

## Настанак песме “Димитријо, сине Митре“
Наиме, Димитрије је био сестрић њеног оца Томе Караминге. Оженио се из љубави лепотицом Станом, Карамингином имењакињом, за коју се говорило да јој по лепоти од Врања до Ниша нема равне. Међутим, Димитрије и Стана нису имали деце. Свекрва Боса је због тога отворено патила, била је несрећна и стално им пребацивала због тога. Када би Димитрије и Стана полазили у цркву, она је умела да довикне: „ Ајде, сине, ајде, па и дете поведи! “ Под притиском незадовољне мајке и сам Димитрије почео је Стани да пребацује:
- Бадава, Стано, твоја убавиња, кад неси родила мушко или женско. Сви се кунев у деца, а ја у тебе! – говорио је Димитрије.

Прелепа Стана била је очајна, толико да је намеравала да се обеси и свима прекрати муке. Међутим, као старији човек са животним искуством, Тома Караминга, отац Станин, да би спасао брак свом сестрићу, посаветовао је Стану, Димитријеву супругу, да затрудни с другим човеком. “Ја ћу грех да носим, а имати децу није грех “, рекао је Тома Караминга.
И заиста није пуно времена прошло, а вест да је Стана у другом стању је све обрадовала. Стана је имала четрдесетак година тако да је била поштеђена сваког рада у кући и напорних послова. Ипак, порођај је био тежак и болан, а Стана није преживела. Остала је само беба. Недељу дана касније, Тома Караминга, је одлучио да саопшти истину свом сестрићу, Димитрију.
Скрхан болом, Димитрије је понављао да му је само важно да је дете Станино. Ипак, на седмодневном помену, пред породицом и присутнима је рекао: „ Овде, поред моје Стане, да ме копате…“, а затим извадио пиштољ и извршио самоубиство. Три дана после синовљеве смрти, од туге је умрла и Боса, а убрзо и Тома Караминга – причала је Стана Аврамовић Караминга којој је тужну судбину рођака на самртничкој постељи исповедила мајка Магда. У тој ноћи, после мајчине приче, Стана Аврамовић Караминга је спевала песму “Димитријо, сине Митре.“ Песму је дуго тајила. Све до своје смрти 1969. године, Стана јој је нешто додавала, одузимала. Тако је песма имала неколико званичних верзија. Пред смрт је признала пријатељима: „ Све несам рекла, све и неје за песму.“

## Станин аманет
Песма је била њен живот. Зато и не чуди што је пред смрт својим ближњима у аманет изричито рекла да је не оплакују много. “Преко црно бело да ми турите и уместо сузе да буде песма.“ Последња жеља јој је била да на сахрани на кларинету свира солиста Курта Ајрединовић и његов оркестар. Ко је био Курта Ајрединовић говори чињеница да је врсни школовани музичар Божидар Боки Милошевић, управо у Врању, код прослављеног Ајрединовића учио да свира кларинет до перфекције.
Њена жеља је испоштована. Забележено да је њен погреб тог 21. фебруара 1969. био другачији од осталих.
“ Жена коју су покопавали била је старовременска, а спровод се ипак разликовао од уобичајеног. Испред свештеника, а одмах иза погребног венца, ишла је музика која није свирала посмртни марш, већ мелодију песме коју је покојница највише волела “ Димитрије, сине Митре “. Тако је тог прохладног петка 21. фебруара 1969. уз варљиво зимско сунце и песму “Димитријо, сине Митре“, улицама Врања прошла Стана Аврамовић Караминга на свом последњем путовању. Са њеном смрћу као да су заувек одлазила времена познатог врањског севдаха.
Постоји још једна дивна и лирски обојена стара песма под називом “Пишти плаче Милица девојка “ чија је ауторка Стана Аврамовић Караминга.
Године 2019. када се навршава 50 година од смрти Стане Аврамовић Караминге, њој у част, Град Врање је установио јединствени фестивал врањске песме „Врањска градска песма ” у част севдаха и духа једног времена које је оставило дубок траг на музичкој сцени Србије. Врањска градска песма налази се на листи нематеријалног културног наслеђа Србије. Стана Аврамовић Караминга је била достојни носилац тог наслеђа које нам је остављено на понос и на чување.